# Dinefwr
Dinefwr var ett distrikt i grevskapet Dyfed, i Wales. Detta distrikt hade 38 700 invånare år 1992. Distriktet upprättades den 1 april 1974 genom att borough Llandovery, stadsdistrikten Ammanford, Cwmamman och Llandeilo slogs ihop med landsdistriktet Llandeilo. Det avskaffades 1 april 1996 och blev en del av Carmarthenshire.